# Pierre-Simon Girard

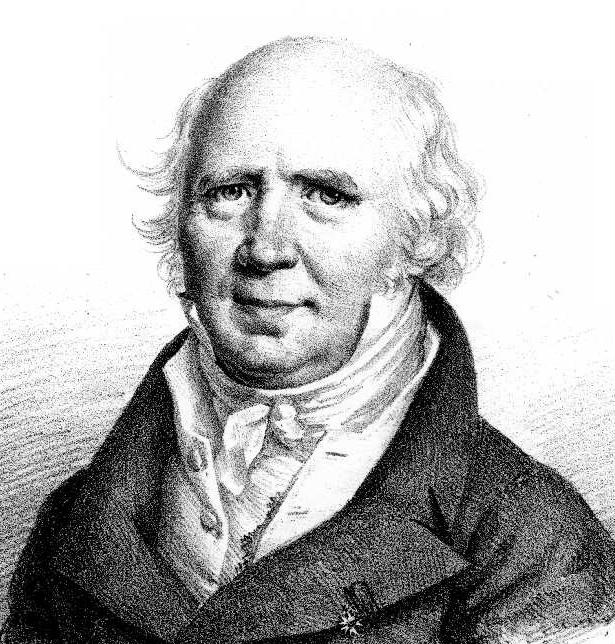
Pierre-Simon Girard, Porträt von Julien Léopold Boilly

Pierre-Simon Girard (* 4. November 1765 in Caen; † 30. November 1836 in Paris) war ein französischer Bau-Ingenieur.

## Leben
Girard stammte aus einer protestantischen Familie. Er studierte an der École des Ponts et Chaussées und wurde 1789 Ingenieur der Brücken und Chausseen (Ingenieur des ponts et chaussées), begleitete als Mitglied der Commission des sciences et des arts die Ägyptische Expedition Napoleon Bonapartes und leitete dann von 1802 bis 1820 als Oberingenieur der Brücken und Chausseen (Ingénieur en chef des ponts et chaussées) den Bau des Canal de l’Ourcq, welcher das Wasser des Ourcq bis in das Bassin de La Villette, in Paris, ableiten sollte.
1798 veröffentlichte er das erste Buch über Festigkeitslehre (wobei er nur Balken behandelte). Dabei baut er auf Leonhard Euler auf und die sich ergebenden komplexen Formeln sind wenig praxistauglich (solche Formeln der linearisierten Theorie lieferten erst Johann Albert Eytelwein und Claude Louis Marie Henri Navier). Neues brachte er im dritten Teil seines Buches über Biege- und Knickversuche.
1815 wurde Girard Mitglied der Académie des sciences und 1819 Direktor der städtischen Gasbeleuchtung in Paris. Um die Mechanik machte er sich verdient durch Versuche über die Gesetze der Bewegung von Leuchtgas in langen Rohrleitungen.
1831 wurde er Mitglied der Ehrenlegion (Ritter).
Pierre Simon Girard starb am 30. November 1836 in Paris.

## Werke (Auswahl)
- Mémoires sur les atmosphères liquides, et leur influence sur l’action mutuelle des molécules qu’elles envéloppent. Paris, 1824.
- Traité analytique de la résistance des Solides et des solides d’égale résistance. Paris: 1798.
  - Deutsche Ausgabe: Analytische Abhandlung von dem Widerstande fester Körper und von den festen Körpern von überall gleichem Widerstande: nebst einer Menge Versuche über die Stärke und specifische Elasticität des Eichen- und Fichtenholzes. Gießen: Tasche & Müller, 1803.
- Devis des ponts à bascule à construire sur le canal de l’Ourcq. Paris: Impr. imp, 1808.
- Recherches expérimentales sur l’eau et le vent, considérés comme force motrices, applicables aux moulins et autres machines à mouvement circulaire … suivies d’expériences sur la transmission du mouvement et la collision des corps. Paris: Courcier [u. a.], 1810.
- Recherches sur les eaux publiques de Paris, les distributions successives qui en ont été faites, et les divers projets, qui ont été proposés pour en augmenter le volume. Paris: Impr. imper, 1812.
- Simple exposé de l’état actuel des eaux publiques de Paris. Paris 1831.
- Recherches sur les établissements de bains publics à Paris, depuis le VIe siècle jusqu’à présent. Paris, 1833.
- Memoires sur le Canal de l’Ourcq et la distribution de ses eaux: sur le dessèchement et l’assainissement de Paris, et les divers canaux navigables … Paris: Carillan-Goeury & Dalmont.